# کوه بیرک
کوه بیرک (Bīrk) رشته کوهی مشترک بین سه شهرستان مهرستان .خاش (بخش ایرندگان)،  و سوران در استان سیستان و بلوچستان ایران است.
کوه بیرک از خاش تا شهر زابلی واقع در شهرستان مهرستان ادامه دارد.
این کوه از شرق دشت پی گل شروع (غرب کوه واقع در ایرندگان) و تا شمال غربی شهر مهرستان امتداد دارد، طول تقریبی آن حدود از ۱۲۰ کیلومتر و عرض آن به‌طور متوسط ۱۰ کیلومتر است.بیشترین طول و بلند ترین قله این کوهستان در بخش ایرندگان قرار دارد.

## مهم‌ترین ارتفاعات کوه بیرک
- ۲۷۴۰ متر – قله مکی روستای سپتک-بخش ایرندگان-شهرستان خاش –[۱]
- ۲۶۲۵ متر – محدوده شهرستان سیب و سوران
- ۲۵۵۳ متر – محدوده بخش ایرندگان – شهرستان خاش
- ۲۵۵۰ متر – نزدیکی روستای گواتامک – بخش ایرندگان – شهرستان خاش
- ۲۵۲۰ متر –محدوده بخش ایرندگان – شهرستان خاش
- ۲۴۹۹ متر – محل دکل صدا و سیما – شهرستان مهرستان[۱]

## منطقه حفاظت شده
منطقه حفاظت شده 'کوه بیرک با گستره بیش از ۷۰ هزار هکتار واقع در ایرندگان و مهرستان است که محدودهٔ کوه بیرک مهرستان و ايرندگان مهمترین زیستگاه پلنگ در بلوچستان ایران است که این‌گونه یکی از بزرگترین نژادهای پلنگ در دنیا را نیز تشکیل می‌دهد. وزن یک پلنگ از این‌گونه بالغ به ۹۰ کیلوگرم و طول بدنش به ۱۸۰ سانتی‌متر می‌رسد و رنگ‌های سفید، زرد، زرد قرمز یا زرد خاکستری در خالهای این حیوان وجود دارد. این نوع پلنگ ایرانی زندگی در نقاط جنگلی و کوهستانی، ارتفاعات بالای سه هزار و ۵۰۰ متر، نواحی پردرخت و صخره‌ای و نزدیک رودخانه را ترجیح می‌دهد. خوراک اصلی این جانور گوسفند، بز وحشی و گاهی خوک وحشی است و در صورت کمیاب بودن شکار، از پرندگان، چرندگان و حیوانات کوچک دیگر نیز تغذیه می‌کند.

## غارها و چشمه‌های کوه بیرک ايرندگان
روستاهای دامنه کوه بیرگ در ناحیه مهرستان و ايرندگان و بخش پسکوه شهرستان سیب و سوران بسیار زیبا و دیدنی وگردشگری می‌باشند، مکانهای باستانی و غارهای طویل و سنگ نوشته‌های تاریخی زیبایی دارد از جمله غار گواتامک که هنوز کسی از انتهای آن خبر ندارد و دارای انشعابات متعددی می‌باشد، داخل این غار چشمه‌های زیادی هم وجود دارد. این غار در منطقه عشایری روستای گواتامک واقع است. غار پستاک، غار درگ سولا که در شمال غرب و در نزدیکی روستای زیبای پالیزان واقع است، طوری‌که مردم منطقه بیان می‌کنند انتهای غار پستاک و درگ سولا مشخص نیست و بیان دارند که این دو غار به هم متصل اند (غار شمالی و غار جنوبی). چشمه معروفی در غار درگ سولا وجود دارد که در فصلی از سال فوران شدیدی دارد و آب با سرعت و فشار بالایی به بیرون پرتاب می‌شود.و منطقه تفريحي ماهاني و كشتک و (كلک و حشانی مربوط به بخش پسکوه)و اناران و صدای سيماي از مهمترين ديدني های شهرستان مهرستان ميباشند

## زیست‌بوم کوه بیرک
بیشترین داروهای گیاهی بلوچستان از کوهپایه‌ها و اطراف آن برداشت می‌شود طبق گزارش‌ها محلی نیز حیوانات وحشی زیادی مثل گراز پلنگ ایرانی، خرس (مم)، خرگوش، بز کوهی و پرندگان متعددی در آن حوزه وجود دارد.
با توجه به آب و هوای مطبوع آن و انواع گیاهان و درختچه‌های خوشبو، عسل آن شهرت دارد و همچنین بهترین دامهای محلی را دارا می‌باشد که گوشت دامی آن شبیه بز کوهی نرم و لطیف است. این منطقه دارای آبهای معدنی فراوانی است که برای طب سنتی از آن استفاده می‌گردد.
از گردشگران، کوهنوردان و غار پیمایان دعوت می‌شود از این منطقه دیدن فرمایند و نیز از مسئو لین محترم هم در خواست می‌شود دربحث گردشگری، ساخت کمپ کوهنوردی، معادن، دامداری، داروهای گیاهی، کشاورزی و ساماندهی عشایر منطقه همتی بیش از گذشته داشته باشند.